# 1072
El 1072 (MLXXII) fou un any de traspàs iniciat en diumenge pertanyent a l'edat mitjana.

## Esdeveniments
- Guillem I d'Anglaterra envaeix Escòcia.
- Fi de l'Emirat de Sicília.

## Necrològiques
- Zamora: Sanç II de Castella, rei de Castella (n.v.1036-1039)
- Romà IV Diògenes